# Svart karakara
Svart karakara (Daptrius ater) är en fågel i familjen falkar inom ordningen falkfåglar.

## Utseende
Svart karakara är en kråkstor rovfågel med helsvart fjäderdräkt, utom lysande vitt på övergumpen, bjärt gult bart ansikte och gula ben. Arten liknar rödstrupig karakara, men det svarta är mer utbrett. 
Exemplaren når en höjd av 48 cm. I motsats till rödstrupig karakara saknas en vit region vid buken.

## Utbredning och systematik
Fågeln förekommer från Guyanaregionen och södra Venezuela till norra Bolivia och Amazonas i Brasilien. Den placerades tidigare som enda art i släktet Daptrius. Efter genetiska studier har dock Daptrius expanderats till att även inkludera Milvago och Phalcoboenus. Arten lever i låglandet och i bergstrakter upp till 3850 meter över havet.

## Levnadssätt
Svart karakara hittas vanligen kring skogsbryn och floder. Fågeln besöker savanner med trädgrupper och buskskogar. Den ses mest förflytta sig i par eller grupper, ofta nära människan i jordbruksmarker eller flodnära städer.
Artens läten är höga men de skiljer sig från rödstrupig karakara. Svart karakara sitter ofta på en utsiktsplats innan den börjar jakten. Den fångar olika byten och den äter kadaver.

## Status
Arten har ett stort utbredningsområde och beståndet anses stabilt.Svart karakara har bra anpassningsförmåga. Internationella naturvårdsunionen IUCN listar den därför som livskraftig (LC). Beståndet är dock relativt litet, uppskattat till mellan 1 000 och 10 000 individer.